# Analcina penthica
Analcina penthica är en fjärilsart som beskrevs av Turner 1911. Analcina penthica ingår i släktet Analcina och familjen Crambidae. Inga underarter finns listade i Catalogue of Life.